# Микряково
Микря́ково (горномар. Микрäк) — село в Горномарийском районе Марий Эл, центр одноимённого сельского поселения.

## Географическое положение
Село Микряково расположено на левом берегу реки Сумка, на трассе Козьмодемьянск — Митряево в 45 км от районного центра и в 19 км от посёлка Васильсурск Нижегородской области.

## История
Это село известно с XVI века, когда оно входило в состав большой деревни-общины Шалтыково Акпарсовой сотни Козьмодемьянского уезда Казанской губернии. В 1797—1918 годах село входило в состав Васильского (Васильсурского) уезда Нижегородской губернии. С 1918 года село являлось центром Микряковского сельского совета и Емангашской волости, в 1924—1931 годах — центром Микряковского района Юринского кантона, с 1931 года входило в состав Горномарийского и Еласовского (1936—1959) районов.

## Население
| 2002 | 2010 | 2013 | 2014 |
| ---- | ---- | ---- | ---- |
| 353  | ↗435 | ↗448 | ↗449 |

По состоянию на 1 января 2001 года в селе Микряково было 105 дворов, в том числе 4 пустующих, с населением в 382 человека.

## Известные жители
Ягельдина Тамара Андреевна (1939—2012) — директор Микряковской детской музыкальной школы (1972—1997). Заслуженный работник культуры Российской Федерации (1993). Лауреат Премии Марийского комсомола имени Олыка Ипая (1972).

## Экономика
В СПК «Рассвет» работает 28 человек. 32 человека работали на личных подворьях и 3 — на сезонных работах.